# Przydziałki (Konin)
Przydziałki – dzielnica Konina, znajdująca się na południowym zachodzie miasta. 
Przydziałki składają się z osiedli: Przydziałki, Dmowskiego, Sikorskiego, Zemełki oraz Krykawka.